# Cimiez

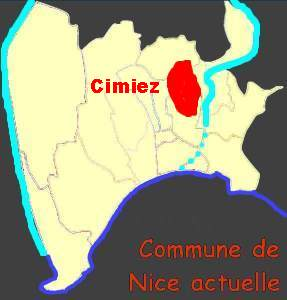
Lage von Cimiez im Stadtgebiet von Nizza

Cimiez ist ein auf einem Hügel gelegener Ortsteil innerhalb des Sechsten Kantons der französischen Stadt Nizza.

## Geschichte
Der Hügel diente im 3. bis 2. Jahrhundert v. Chr. als Stützpunkt des ligurischen Stammes der Vedianter. Der römische Kaiser Augustus machte den Ort Cemenelum (griechisch Kemenelon) 14 v. Chr. zum Hauptort der Provinz Alpes Maritimae. Im 5. Jahrhundert n. Chr. wurde Cimiez zugunsten von Nikaïa (Nizza) aufgegeben. Heute bildet Cimiez einen Stadtteil von Nizza.

## Sehenswürdigkeiten

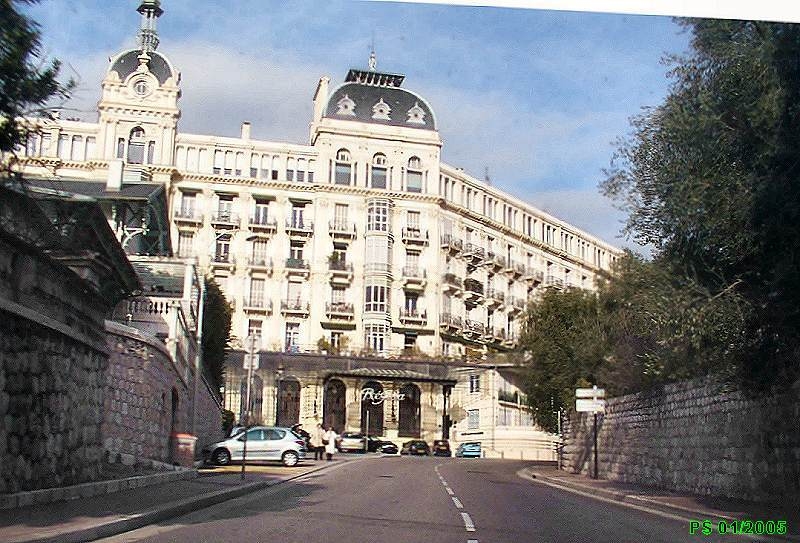
Das heutige Palais Régina

Zu den Sehenswürdigkeiten des Stadtteils gehören:
- die Ruinen aus der Römerzeit (Amphitheater, Thermen, frühchristliche Basilika) und das Musée Archéologique de Nice-Cimiez,
- das Kloster Cimiez mit den sich anschließendem Rosengarten sowie der Kapelle Notre-Dame-de-Cimiez

der niederen Franziskaner von 1546,
- das Musée Matisse, insbesondere mit Skulpturen des Künstlers,
- das für die britische Königin Viktoria als Winteraufenthalt 1895–1897 erbaute Palais Régina.

Anlässlich der Verkündigung des Herrn am 25. März begeht Cimiez insbesondere auf dem Klostergelände das Volksfest Festin des Courgourdons (Nissart: Festin dei Cougourdoun). Bei den Courgourdons handelt es sich um Kürbisse, die gerne in besonders ausgefallenen Formen angeboten werden.
Seit Sommer 2011 findet das Jazzfestival von Nizza nicht mehr in Cimiez statt, sondern direkt in Nizza im Jardin Albert 1er, in der Nähe vom Place Masséna.